# Team Concordia Forsikring-Himmerland/Saison 2010
Dieser Artikel listet Erfolge und Mannschaften des Radsportteams Concordia Forsikring-Himmerland in der Saison 2010 auf.

## Saison 2010

### Erfolge in den Continental Circuits
| Datum     | Rennen                    | Kat. | Fahrer         |
| --------- | ------------------------- | ---- | -------------- |
| 25. April | 8. Etappe Vuelta Mexico   | 2.2  | Philip Nielsen |
| 8. Mai    | Scandinavian Race Uppsala | 1.2  | Philip Nielsen |

### Zugänge – Abgänge
| Zugänge          | Team 2009                | Abgänge              | Team 2010 |
| ---------------- | ------------------------ | -------------------- | --------- |
| Nicolai Steensen | Glud & Marstrand Horsens | Jannik Hansen        | Unbekannt |
| Nikola Aistrup   | Team Capinordic          | Michael Kaiser       | Unbekannt |
| Morten Høberg    | Team Capinordic          | Michael Larsen       | Unbekannt |
| Thomas Riber     | Team Capinordic          | Mikkel Schiøler      | Unbekannt |
| Kristian Sobota  | Team Capinordic          | Lars Ulrich Sørensen | Unbekannt |
| Thomas Oredsson  | Team Designa Køkken      | Daniel Stenkjær      | Unbekannt |
| Sebastian Lander | Neoprofi                 |                      |           |
| Jeppe Nielsen    | Neoprofi                 |                      |           |

### Mannschaft
| Name             | Geburtstag       | Nationalität |
| ---------------- | ---------------- | ------------ |
| Nikola Aistrup   | 22. August 1987  | Dänemark     |
| Daniel Foder     | 7. April 1983    | Dänemark     |
| Morten Høberg    | 8. März 1988     | Dänemark     |
| Thomas Just      | 12. Mai 1980     | Dänemark     |
| Sebastian Lander | 11. März 1991    | Dänemark     |
| Kaspar Larsen    | 13. April 1987   | Dänemark     |
| Simon Lerbech    | 9. Oktober 1984  | Dänemark     |
| Jeppe Nielsen    | 22. Januar 1991  | Dänemark     |
| Philip Nielsen   | 31. August 1987  | Dänemark     |
| Nicolaj Olesen   | 1. November 1988 | Dänemark     |
| Thomas Oredsson  | 2. Februar 1980  | Dänemark     |
| Thomas Riber     | 29. März 1987    | Dänemark     |
| Kristian Sobota  | 1. Juni 1988     | Dänemark     |
| Nicolai Steensen | 29. März 1990    | Dänemark     |